# Maurice Ager
Maurice Darnell Ager (* 9. Februar 1984 in Detroit) ist ein US-amerikanischer Basketballspieler von den Minnesota Timberwolves aus der NBA.
Bei den Timberwolves trägt er die Rückennummer 15.
Maurice Ager begann seine Basketballkarriere an der Michigan State University. Der 1,96 m große Ager spielte anschließend von 2006 bis 2008 für die Dallas Mavericks in der NBA. Während der Saison 2006/07 liehen die Mavericks den Shooting Guard an die Fort Worth Flyers (NBA Development League) aus. Auch in der Saison 2007/08 wurde er von Dallas kurzzeitig einem D-League-Team zugeteilt, diesmal den Tulsa 66ers.
Am 19. Februar 2008 wurde er zusammen mit Devin Harris, Trenton Hassell, DeSagana Diop, Keith Van Horn und zwei Draftpicks zu den New Jersey Nets geschickt. Im Austausch wechselten Jason Kidd, Malik Allen und Antoine Wright nach Dallas.